# Rychle a zběsile
Rychle a zběsile (v anglickém originále Fast & Furious, původně The Fast and the Furious) je americká mediální franšíza, jejíž hlavní složkou je série akčních filmů, které se zaměřují na nelegální pouliční závody, loupeže a špionáž. Je vlastněná studiem Universal Pictures.
Prvním filmem z roku 2001 začala původní trilogie, věnující se nelegálním pouličním závodům, která vyvrcholila snímkem Rychle a zběsile: Tokijská jízda z roku 2006. Následujícím dílem Rychlí a zběsilí (2009) se série přeorientovala na témata loupeží a špionáže. Prozatím poslední, desátý film Rychle a zběsile 10 měl premiéru v roce 2023.
V roce 2019 byl vydán spin-offový film Rychle a zběsile: Hobbs a Shaw. Franšíza také zahrnuje dva krátkometrážní snímky a animovaný televizní seriál Rychle a zběsile: Závodníci v utajení (2019–2021).

## Filmy

### Hlavní série
- Rychle a zběsile (2001, režie Rob Cohen)
- Rychle a zběsile 2 (2003, režie John Singleton)
- Rychle a zběsile: Tokijská jízda (2006, režie Justin Lin)
- Rychlí a zběsilí (2009, režie Justin Lin)
- Rychle a zběsile 5 (2011, režie Justin Lin)
- Rychle a zběsile 6 (2013, režie Justin Lin)
- Rychle a zběsile 7 (2015, režie James Wan)
- Rychle a zběsile 8 (2017, režie F. Gary Gray)
- Rychle a zběsile 9 (2021, režie Justin Lin)
- Rychle a zběsile 10 (2023, režie Louis Leterrier)

### Další filmy
- Rychle a zběsile: Hobbs a Shaw (2019, režie David Leitch)

### Krátké filmy
- Přeplňovaný úvod k Rychle a zběsile 2 (2003, režie Philip G. Atwell)
- Los Bandoleros (2009, režie Vin Diesel)

## Televizní seriály
- Rychle a zběsile: Závodníci v utajení (animovaný, 2019–2021)